# Cherbezatina strigosa
Cherbezatina strigosa är en skalbaggsart som beskrevs av Marc Lacroix 1993. Cherbezatina strigosa ingår i släktet Cherbezatina och familjen Melolonthidae. Inga underarter finns listade i Catalogue of Life.